# York Street (Sixth Avenue Line)
York Street is een station van de metro van New York aan de Sixth Avenue Line in Brooklyn. Het station is geopend in 1936. De lijn  maakt gebruik van dit station.
 ·  ·  ·  ·  ·  ·  ·  ·  · 